# Ligne Fianarantsoa-Côte Est
Pour les articles homonymes, voir FCE.
La ligne Fianarantsoa-Côte Est, ou FCE, est une ligne de chemin de fer de Madagascar reliant la ville de  Fianarantsoa à la côte orientale de l'île, et plus précisément à Manakara, qui se situe elle aussi dans la province de Fianarantsoa. La compagnie exploitante porte le nom de la ligne, Fianarantsoa Côte Est.
Trois autres lignes sont exploitées à Madagascar, toutes dans le nord-est de l'île, interconnectées entre elles et gérées par Madarail.

## Description de la ligne

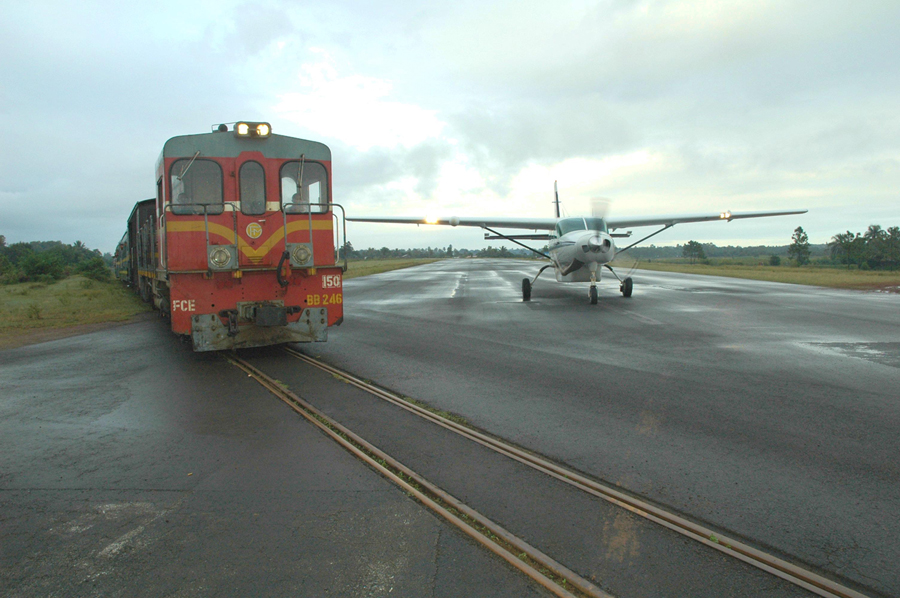
La ligne coupe la piste de l'aérodrome de Manakara peu avant l'arrivée dans la ville.

Construite à partir de 1926 par les colons français, la ligne FCE futt mise en service par tronçons. La plupart des rails datait de 1889 et furent alors prélevés après la Première Guerre mondiale sur une ligne de chemin de fer en Alsace.
Le premier tronçon reliant Manakara à Manampatrana via Ambinany fut mis en service le 24 juillet 1934. Puis la ligne fut desservie le 1er juillet 1935 jusqu'à Tolongoina et finalement dans son intégralité le 1er avril 1936. Elle est longue de 163 km, passe par dix-sept gares (architecte De Cantelou), emprunte soixante-cinq ponts et quarante-huit tunnels (le tunnel d'Ankarapotsy mesure 1 074 m).
Selon son directeur, Médard Rakotozafy, le trafic voyageurs y est plus important que le trafic marchandises.

## Matériel roulant

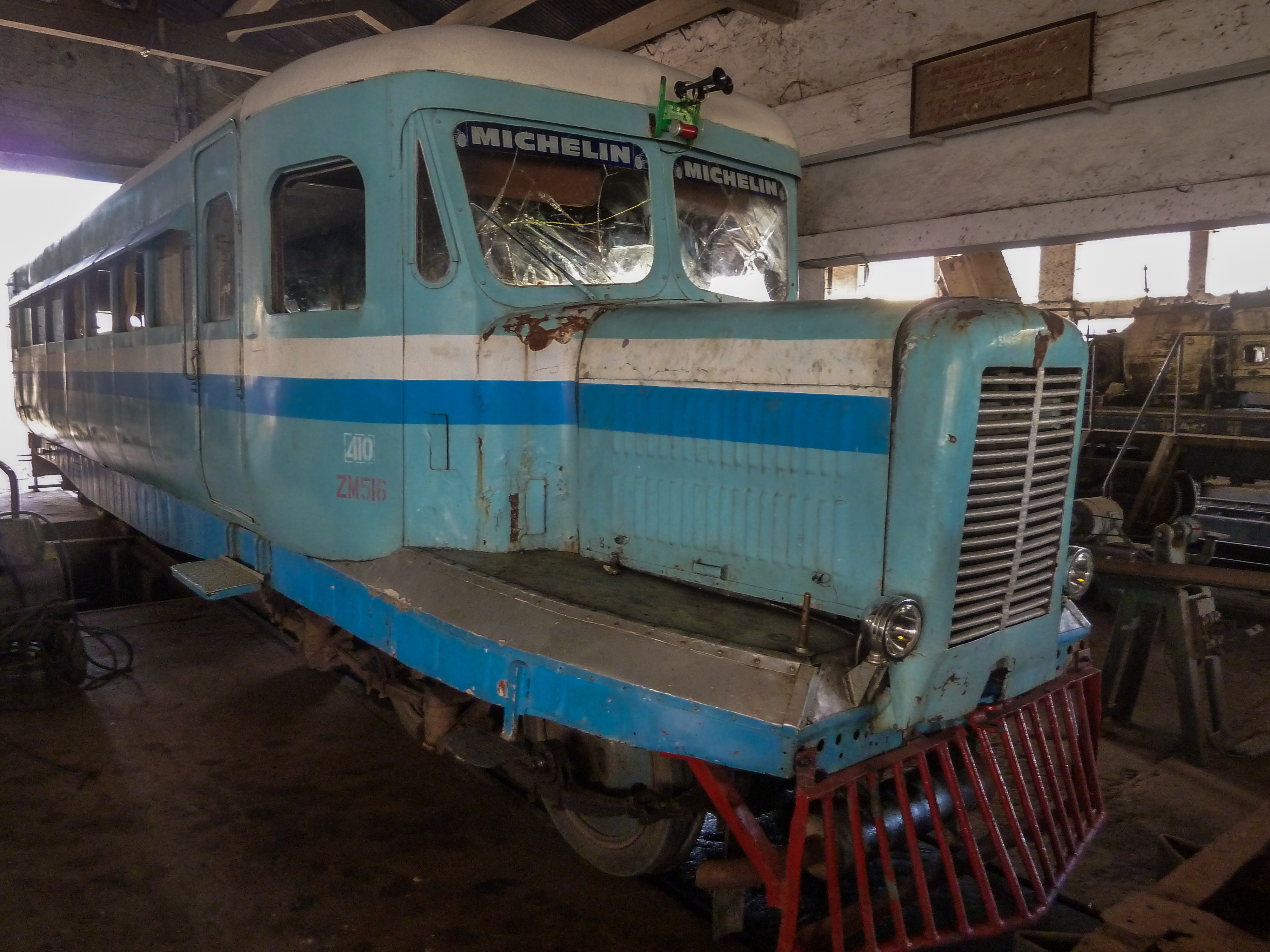
Automotrice micheline ZM 516 dans le dépôt de la gare de Fianarantsoa.

Le FCE a notamment reçu du matériel roulant de plusieurs compagnies de chemin de fer privées suisses. On compte notamment parmi les donateurs le NStCM qui a cédé les wagons Gk 33, 37 et 39 en 1999, ainsi que le LEB qui a cédé ses voitures voyageurs B 18 en 2001 et B 17 en 2004,.
Particularité de la compagnie, elle est une des dernières à posséder une micheline (autorail à pneumatiques). Il s'agit de l'automotrice ZM516 Fandrasa. Un véhicule équivalent a été exploité sur la ligne Tananarive-Antsirabe. Il s'agit de la ZM517 appartenant à la compagnie Madarail.
Fin 2020, la ligne est dotée de trois nouvelles locomotives destinées à remplacer la dernière encore en circulation. L'une d'elles sera affectée au trafic voyageurs, tandis que les deux autres seront destinées au fret marchandises. 

## Galerie

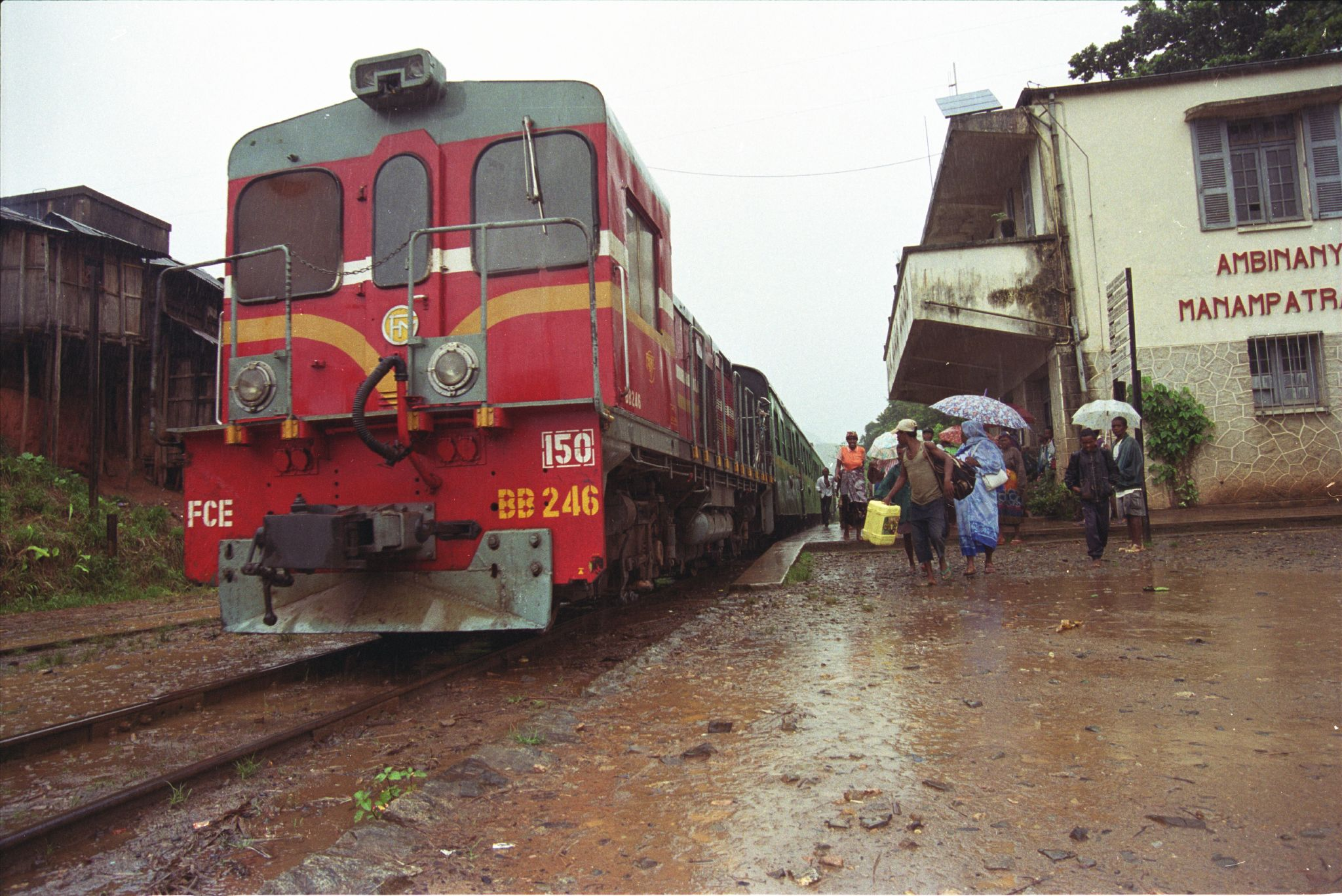
Train attelé à une BB 246 marquant l'arrêt à la gare d'Ambinany-Manampatrana.
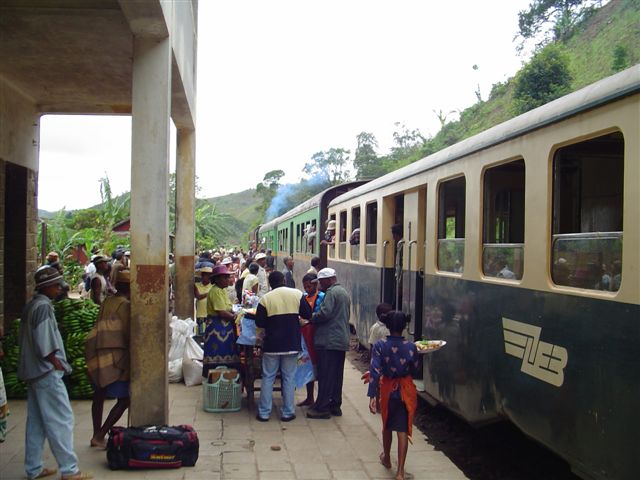
Voiture Ex-B 18 du LEB cédée à la compagnie FCE.